# 8299 Téaleoni
8299 Téaleoni là một tiểu hành tinh named after actress Téa Leoni; probably in reference to her role in the 1998 film Deep Impact.